# Sicó / Alvaiázere
Sicó / Alvaiázere este o arie protejată (sit de importanță comunitară — SCI) din Portugalia întinsă pe o suprafață de 31.628,26 ha, integral pe uscat.

## Localizare
Centrul sitului Sicó / Alvaiázere este situat la coordonatele 39°48′24″N 8°23′49″W / 39.8067°N 8.3969°V.

## Înființare
Situl Sicó / Alvaiázere a fost declarat sit de importanță comunitară în octombrie 1998 pentru a proteja 4 specii de plante și 18 specii de animale.

## Biodiversitate
Situată în ecoregiunea mediteraneană, aria protejată conține 23 de habitate naturale: Ape stătătoare oligotrofe până la mezotrofe, cu vegetație de Littorelletea uniflorae și/sau de Isoëto-Nanojuncetea, Iazuri temporare mediteraneene, Cursuri de apă de la nivel de câmpie la nivel montan, cu vegetație Ranunculion fluitantis și Callitricho-Batrachion, Râuri mediteraneene cu debit intermitent, cu specii de Paspalo-Agrostidion, Pajiști umede atlantice temperate cu Erica ciliaris și Erica tetralix, Pajiști uscate europene, Matorral arborescenți cu Laurus nobilis, Tufărișuri termo-mediteraneene și de pre-deșert, Pajiști carstice calcaroase sau bazofile, de Alysso-Sedion albi, Pajiști uscate seminaturale și facies de acoperire cu tufișuri pe substraturi calcaroase (Festuco-Brometalia) (* situri importante pentru orhidee), Pseudostepă cu ierburi și specii anuale de Thero-Brachypodietea, Dehesas cu Quercus spp. perene, Pajiști umede mediteraneene cu ierburi înalte de Molinio-Holoschoenion, Grohotișuri termofile și vest-mediteraneene, Pante stâncoase calcaroase cu vegetație casmofită, Lespezi calcaroase, Peșteri inaccesibile publicului, Păduri termofile cu Fraxinus angustifolia, Păduri aluvionare cu Alnus glutinosa și Fraxinus excelsior (Alno-Padion, Alnion incanae, Salicion albae), Păduri iberice de Quercus faginea și Quercus canariensis, Galerii de Salix alba și de Populus alba, Păduri de Quercus suber, Păduri de Quercus ilex și Quercus rotundifolia.
La baza desemnării sitului se află mai multe specii protejate:
- plante (4): Arabis sadina, Juncus valvatus, Narcissus calcicola, Silene longicilia
- mamifere (10): liliac cârn (Barbastella barbastellus), vidră de râu (Lutra lutra), liliac cu aripi lungi (Miniopterus schreibersii), liliac cu urechi de șoarece (Myotis blythii), liliac cărămiziu (Myotis emarginatus), liliac comun (Myotis myotis), liliacul mediteranean cu potcoavă (Rhinolophus euryale), liliacul mare cu potcoavă (Rhinolophus ferrumequinum), liliacul mic cu potcoavă (Rhinolophus hipposideros), liliacul cu potcoavă a lui méhely (Rhinolophus mehelyi)
- nevertebrate (1): fluturele auriu (Euphydryas aurinia)
- pești (5): Chondrostoma polylepis, Cobitis paludica, cicar (Lampetra planeri), Rutilus alburnoides, Rutilus macrolepidotus
- reptile (2): Lacerta schreiberi, Mauremys leprosa

Pe lângă speciile protejate, pe teritoriul sitului au mai fost identificate 18 specii de plante, 5 specii de amfibieni, 10 specii de mamifere, 2 specii de pești, 4 specii de reptile.